# Salo von Weisselberger

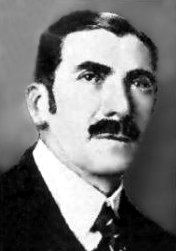
Salo von Weisselberger

Salo Edler von Weisselberger (hebräisch סאלו וייסלברגר), auch Weiszelberger oder Aislberger (* 1867 in Draczinetz (Drăcineț) bei Kotzman (Cozmeni), Bukowina; † am 15. März 1931 in Wien), war ein promovierter Jurist, k. u. k. und rumänischer Politiker, Richter, Vorsteher der jüdischen Gemeinde, Abgeordneter des Bukowiner Landtags und Bürgermeister von Czernowitz (Cernăuți), nachmalig Mitglied des Rumänischen Senats und danach des Abgeordnetenhauses.

## Leben

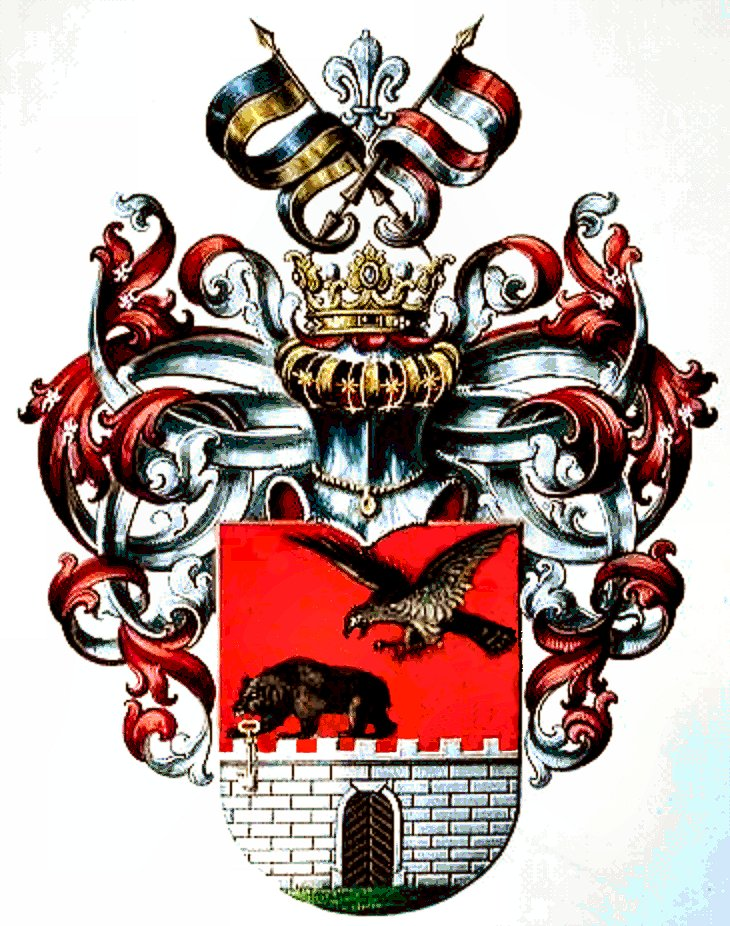
Wappen des Salo von Weisselberger 1916

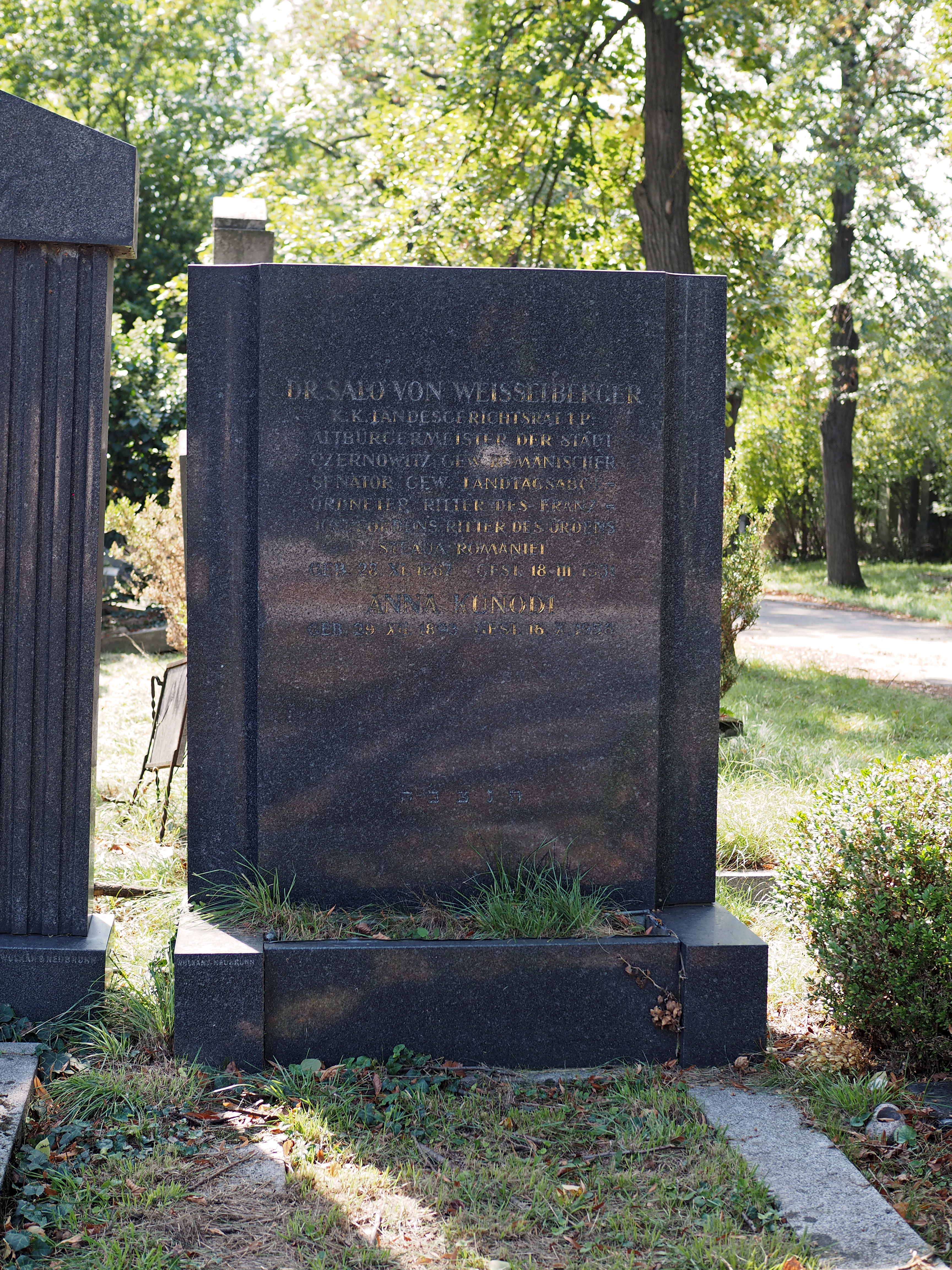
Grab von Salo von Weisselberger auf dem Wiener Zentralfriedhof

Der Sohn des Gutsbesitzers Joel Weisselberger und der Jenta Rosenzweig studierte Jura an der Universität von Czernowitz. Auf Grund seiner hervorragenden Prüfungsergebnisse wurde er 1892 Richter am Regionalgericht der k.u.k. Eisenbahn.
Zwischen 1911 und 1914 wählte man ihn als Repräsentanten der „Nationalen Jüdischen Volkspartei“, deren Vorsitzender Benno Straucher war, in den Bukowinaer Landtag.
Nachdem er bereits mehrere Jahre auch Vizebürgermeister von Czernowitz gewesen war, wurde er nach der Demission seines Vorgängers Felix Baron Fürth vom 26. Oktober 1913 am 4. November 1913 zum neuen Bürgermeister der Stadt gewählt. Als die Kaiserlich Russische Armee die Hauptstadt des Habsburger Kronlandes besetzte, übergab er diese ordnungsgemäß, blieb auch kurzfristig im Amt, wurde aber schon wenige Wochen später – nach Einsetzen eines Zivilgouverneurs – zusammen mit anderen Honoratioren wie Nicu Flondor, Mayer Ebner, Philipp Menczel und Edward Bibring, nach Sibirien deportiert, woher er erst nach 14 Monaten im Rahmen eines Gefangenenaustausches zurückkehrte.
Für sein tadelloses Verhalten in der Krise sowie seine erlittenen Entbehrungen und persönlichen Opfer, wurde er mit Diplom vom 13. Februar 1916 am 4. September 1917 mit „Edler von“ in den Adelsstand erhoben.
Nach dem Zusammenbruch der Donaumonarchie und dem Anschluss des Buchenlandes an das Königreich Rumänien wurde er am 17. März 1922 für vier Jahre für den „Partidul Național Liberal (PNL)“ zum Mitglied des Senats gewählt, danach für zwei Jahre ins Abgeordnetenhaus. Während der Verfassungsdiskussion hatte er sich vehement für die Einbürgerung aller und nicht nur der „Altjuden“ nach Rumänien eingesetzt. Die Ziele der Partei wurden 1923 mit Unterstützung des Alexandru Averescu erreicht.
Schwer erkrankt starb er in einem Sanatorium in Wien und wurde danach in der neuen jüdischen Abteilung des Wiener Zentralfriedhofs beerdigt (Gruppe 10, Rondeau, Nr. 12).
Er war ein sich zum Deutschtum bekennender Jude wie sein Vorvorgänger im Amt des Bürgermeisters von Czernowitz Eduard Reiss.

## Werke
- Memoriu asupra evenimentelor petrecute în Bucovina în luna lui Septemvrie 1914. Cernăuți 1916.
- Compte rendu des événements perpétrés en Bucovine au mois de septembre 1914. Cernăuți 1916 (Ausgabe in Französisch).